# Rubens de Falco
Rubens de Falco, właśc. Rubens de Falco da Costa (ur. 19 października 1931 w São Paulo, zm. 22 lutego 2008 tamże) – brazylijski aktor teatralny, filmowy i telewizyjny. W Polsce znany przede wszystkim z telenoweli Niewolnica Isaura jako czarny charakter Leôncio Almeida, właściciel niewolników. W 2004 zagrał w serialu o tym samym tytule dona Almeidę, ojca Leôncia.

## Życiorys
Zaczął swoją karierę w lokalnym teatrze. W 1955 roku dołączył do grupy "Os Jograis" z São Paulo, grając obok takich aktorów jak Ruy Afonso, Italo Rossi i Felipe Wagner. Zadebiutował na dużym ekranie w filmie Apassionata (1952). Wystąpił w telenowelach takich jak O Rei dos Ciganos (1967), A Rainha Louca (1967), O Passo dos Ventos (1968), Gabriela (1975), O grito (1975), Niewolnica Isaura (A Escrava Isaura, 1976), Dona Xepa (1977) i Sinhá Moça (1986).
W październiku 2006 roku doznał udaru mózgu. Od października 2006 roku do 22 lutego 2008 roku przebywał w Zintegrowanym Centrum Opieki dla Osób Starszych/Centro Integrado de Atendimento ao Idoso (CIAI) w São Paulo, gdzie zmarł na atak serca z powodu zatoru, w wieku 76 lat.

## Filmografia
- 1952: Apassionata
- 1954: Floradas na Serra
- 1957: O Pão Que o Diabo Amassou
- 1966: Engraçadinha Depois dos Trinta
- 1966: Essa Gatinha é Minha
- 1968: O Homem Que Comprou o Mundo
- 1969: O Impossível Acontece
- 1970: Anjos e Demônios
- 1972: Missão: Matar jako John Dorcas
- 1975: O Sósia da Morte jako Narciso
- 1975: Gabriela jako Pimentel
- 1975: Escalada
- 1976: Niewolnica Isaura (Escrava Isaura) jako Leôncio Almeida
- 1977: Dona Xepa jako Heitor
- 1977: O Astro jako Samir Hayala
- 1978: Coronel Delmiro Gouveia jako Delmiro Gouveia
- 1979: Gaivotas jako Daniel
- 1980: Um Homem Muito Especial jako Vladimir
- 1981: Os Imigrantes jako Antonio di Salvio
- 1981: Pixote: A Lei do Mais Fraco jako Juiz
- 1982: Campeão jako Jorge Salém
- 1984: Padre Cícero jako Floro Bartolomeu
- 1984: Viver a Vida
- 1986: Panna dziedziczka (Sinhá Moça) jako Pułkownik Aristides Ferreira
- 1987: Bambolê jako Nestor Barreto
- 1990: Brasileiras e Brasileiros jako Ramiro
- 1991: Salome (Salomé) jako McGregor
- 1994: Memorial de Maria Moura jako Tibúrcio
- 1995: Sangue do Meu Sangue jako Mário
- 1997: Os Ossos do Barão jako Cândido
- 1998: Brida jako Vargas
- 2001: Sonhos Tropicais jako generał Travassos
- 2004: Niewolnica Isaura (A Escrava Isaura) jako don Almeida ojciec Leônci